# آجر قزاقی
آجر قزاقی، که در ادبیات عامه به «آجر سنتی یا آجر قمی» نیز شناخته می‌شود، یکی از مصالح ساختمانی دیرپا و پرکاربرد در تاریخ معماری ایران است. این نوع آجر، که از خاک رس پخته‌شده به روش سنتی تهیه می‌شود، به دلیل ویژگی‌های فیزیکی و زیبایی‌شناختی خود، جایگاه ویژه‌ای در ساخت‌وسازهای تاریخی و معاصر ایران دارد. آجر قزاقی نه‌تنها به‌عنوان یک عنصر سازه‌ای، بلکه به‌عنوان بخشی از هویت فرهنگی و معماری بومی، در بناهای مختلف از گذشته تا امروز به کار رفته است.

## تاریخچه
سابقه استفاده از آجر در ایران به دوران باستان بازمی‌گردد، اما آجر قزاقی به‌صورت خاص به دوره قاجار (قرن ۱۹ میلادی) نسبت داده می‌شود. نام‌گذاری این آجر به حضور نیروهای قزاق در ایران طی این دوره اشاره دارد، زمانی که این نیروها در ساخت پادگان‌ها و تأسیسات نظامی از آجرهایی با ابعاد مشخص استفاده کردند. برخی منابع، از جمله مطالعات معماری سنتی، پیدایش این آجر را به نیاز به مصالح مقاوم و در دسترس در آن زمان مرتبط می‌دانند. با این حال، شواهد باستان‌شناختی نشان می‌دهد که آجرهایی با ویژگی‌های مشابه در بناهای پیش از قاجار، مانند دوره صفویه و حتی ساسانیان، نیز به کار رفته‌اند. به عنوان مثال، سازه‌هایی مانند طاق کسری یا بخش‌هایی از کاروانسراهای مسیر جاده ابریشم، نمونه‌هایی از کاربرد آجرهای سنتی با شباهت به آجر قزاقی هستند.

## ویژگی‌های فیزیکی و شیمیایی
آجر قزاقی از خاک رس با کیفیت بالا تولید می‌شود که پس از شکل‌دهی دستی یا قالبی، در کوره‌هایی با دمای ۸۰۰ تا ۱۰۰۰ درجه سانتی‌گراد پخته می‌شود. ابعاد استاندارد این آجر معمولاً ۵٫۵ × ۱۰ × ۲۰ سانتی‌متر است، هرچند بسته به نوع کاربرد، اندازه‌های متفاوتی نیز تولید می‌شود. وزن هر واحد آجر قزاقی حدود ۲ تا ۳ کیلوگرم است و چگالی آن به دلیل فرایند پخت سنتی، در محدوده ۱۶۰۰ تا ۱۸۰۰ کیلوگرم بر متر مکعب قرار دارد.
رنگ این آجر، که از زرد کم‌رنگ تا قرمز تیره متغیر است، نتیجه ترکیبات معدنی موجود در خاک رس (مانند اکسید آهن) و شرایط پخت است. این تنوع رنگی، بدون استفاده از رنگ‌دانه‌های مصنوعی، به آجر قزاقی ظاهری طبیعی و متمایز می‌بخشد. از نظر مقاومت مکانیکی، این آجر توانایی تحمل فشار تا ۱۵ مگاپاسکال را دارد و به دلیل تخلخل کنترل‌شده، در برابر رطوبت و تغییرات دمایی پایداری قابل‌توجهی از خود نشان می‌دهد. این ویژگی‌ها، همراه با عدم ایجاد شوره‌زدگی (به دلیل استفاده از خاک کم‌نمک)، آن را به گزینه‌ای مناسب برای اقلیم‌های متنوع ایران تبدیل کرده است.

## انواع آجر قزاقی
آجر قزاقی در انواع مختلفی تولید می‌شود که هر یک بر اساس ابعاد و کاربرد خاص خود دسته‌بندی می‌شوند:
- آجر پلاک قزاقی: با ابعاد ۵٫۵ × ۲۰ سانتی‌متر، مناسب برای نماسازی و دیوارچینی، با مصرف تقریبی ۸۰ عدد در هر متر مربع.
- آجر کامل: با ابعاد استاندارد ۵٫۵ × ۱۰ × ۲۰ سانتی‌متر، پرکاربردترین نوع برای سازه‌ها و نماها.
- آجر نظامی: با ابعاد ۲۰ × ۲۰ سانتی‌متر، برای کف‌سازی و دیوارهای باربر.
- آجر ختایی: با ابعاد ۲۵ × ۲۵ سانتی‌متر، اغلب در طرح‌های تزئینی و سنتی.
- آجر ساسانی و عیلامی: به ترتیب با ابعاد ۳۰ × ۳۰ و ۴۰ × ۴۰ سانتی‌متر، برای سازه‌های بزرگ و مقاوم.

هر یک از این انواع در رنگ‌های متنوعی مانند زرد، قرمز اخرایی، ابلق و رستیک عرضه می‌شوند که تنوع بصری بالایی را فراهم می‌کنند.

## کاربردها
آجر قزاقی به دلیل ویژگی‌های ساختاری و زیبایی‌شناختی، در طیف گسترده‌ای از پروژه‌های معماری به کار می‌رود. در دوره‌های تاریخی، این آجر در ساخت بناهایی مانند مساجد (مانند مسجد جامع اصفهان)، کاروانسراها، و حمام‌های عمومی استفاده شده است. امروزه نیز از آن در بازسازی بناهای تاریخی، نماهای خارجی ساختمان‌های مدرن، و طراحی داخلی با رویکرد سنتی بهره گرفته می‌شود. مقاومت این آجر در برابر رطوبت و فرسایش، آن را به گزینه‌ای ایده‌آل برای مناطق مرطوب مانند شمال ایران و همچنین مناطق خشک کویری تبدیل کرده است. علاوه بر این، کاربرد آن در کف‌سازی محوطه‌های باز و دیوارهای حائل نیز رواج دارد.

## روش تولید
فرایند تولید آجر قزاقی ترکیبی از روش‌های سنتی و مهارت‌های دستی است که از نسلی به نسل دیگر منتقل شده است. ابتدا خاک رس با کیفیت بالا از معادن محلی استخراج می‌شود. این خاک پس از الک شدن برای حذف ناخالصی‌ها، با مقدار مشخصی آب مخلوط شده و به صورت خمیر درمی‌آید. خمیر حاصل یا به صورت دستی در قالب‌های چوبی شکل داده می‌شود یا با ابزارهای ساده به ابعاد مورد نظر برش می‌خورد. پس از خشک شدن اولیه در معرض هوا (به مدت ۷ تا ۱۰ روز بسته به شرایط محیطی)، آجرها در کوره‌های سنتی یا نیمه‌صنعتی در دمای ۸۰۰ تا ۱۱۰۰ درجه سانتی‌گراد پخته می‌شوند. مدت زمان پخت معمولاً بین ۴۸ تا ۷۲ ساعت است که به یکنواختی رنگ و مقاومت آجر کمک می‌کند.
یکی از ویژگی‌های بارز این روش، عدم استفاده از مواد افزودنی شیمیایی یا رنگ مصنوعی است که به آجر قزاقی اصالت و سازگاری زیست‌محیطی می‌بخشد. با این حال، وابستگی به مهارت کارگران و شرایط آب‌وهوایی می‌تواند بر کیفیت نهایی محصول تأثیر بگذارد.

## مزایا و معایب
آجر قزاقی به دلیل ویژگی‌های منحصربه‌فرد خود مزایای متعددی دارد که آن را از سایر مصالح متمایز می‌کند:
- دوام بالا: مقاومت در برابر فشار (تا ۱۵ مگاپاسکال)، فرسایش، و تغییرات اقلیمی، این آجر را برای استفاده طولانی‌مدت مناسب می‌سازد.
- زیبایی‌شناسی: بافت طبیعی و رنگ‌های گرم آن، جلوه‌ای سنتی و هماهنگ با محیط زیست ایجاد می‌کند.
- عایق حرارتی و صوتی: تخلخل موجود در ساختار آجر قزاقی به کاهش انتقال حرارت و صدا کمک می‌کند، که در معماری سنتی برای تنظیم دمای داخلی بناها مؤثر بوده است.
- پایداری زیست‌محیطی: تولید با مواد طبیعی و بدون استفاده از مواد شیمیایی، این آجر را به گزینه‌ای سازگار با محیط زیست تبدیل کرده است.

با این حال، معایبی نیز وجود دارد که باید در نظر گرفته شوند:
- زمان‌بر بودن تولید: فرایند دستی و پخت طولانی، ظرفیت تولید را محدود می‌کند و هزینه‌ها را افزایش می‌دهد.
- عدم یکنواختی: به دلیل تولید سنتی، ممکن است در ابعاد و رنگ آجرها تفاوت‌هایی مشاهده شود که در پروژه‌های بزرگ چالش‌برانگیز است.
- وزن نسبتاً بالا: در مقایسه با مصالح مدرن مانند بلوک‌های سبک، وزن بیشتر آجر قزاقی (حدود ۲ تا ۳ کیلوگرم برای هر واحد) می‌تواند بار مرده سازه را افزایش دهد.

## اهمیت فرهنگی و معماری
آجر قزاقی فراتر از یک مصالح ساختمانی، بخشی از هویت فرهنگی و تاریخی ایران است. در معماری ایرانی، آجر نه‌تنها نقش سازه‌ای داشته، بلکه به‌عنوان عنصری تزئینی در طرح‌های پیچیده هندسی و خطوط معماری به کار رفته است. بناهایی مانند گنبد سلطانیه، که از آجرهای مشابه قزاقی در ساختار خود بهره برده‌اند، نشان‌دهنده پیوند عمیق این مصالح با هنر و معماری اسلامی هستند. در دوره معاصر نیز، استفاده از آجر قزاقی در بازسازی بناهای تاریخی یا طراحی‌های نئوکلاسیک، تلاشی برای حفظ این میراث و انتقال آن به نسل‌های آینده محسوب می‌شود.
این آجر همچنین نمادی از پایداری و سادگی در معماری بومی است. در مناطقی که دسترسی به مصالح پیشرفته محدود بوده، آجر قزاقی با استفاده از منابع محلی تولید شده و به اقتصاد و فرهنگ جوامع روستایی کمک کرده است. امروزه، معماران مدرن از این آجر برای ایجاد تعادل بین سنت و نوآوری استفاده می‌کنند، به‌ویژه در پروژه‌هایی که هدفشان احیای هویت فرهنگی یا طراحی پایدار است.

## مقایسه با آجرهای مدرن
در مقایسه با آجرهای صنعتی که با ماشین‌آلات پیشرفته و در ابعاد یکنواخت تولید می‌شوند، آجر قزاقی از نظر سرعت تولید و هزینه اقتصادی در سطح پایین‌تری قرار دارد. آجرهای مدرن اغلب با افزودن مواد شیمیایی، مقاومت بیشتری در برابر عوامل محیطی دارند و وزن کمتری ارائه می‌دهند. با این حال، آجر قزاقی به دلیل ظاهر طبیعی و حس اصالت، در پروژه‌های معماری که ارزش زیبایی‌شناختی و فرهنگی در اولویت است، همچنان ترجیح داده می‌شود. به عنوان مثال، در حالی که آجرهای صنعتی ممکن است در هر متر مربع تا ۱۰۰ واحد مصرف داشته باشند، آجر پلاک قزاقی با حدود ۸۰ واحد در متر مربع، صرفه‌جویی در مواد را نیز به همراه دارد.

## استانداردها و مشخصات فنی
آجر قزاقی، به دلیل تولید سنتی، فاقد استانداردهای صنعتی مدرن مانند استانداردهای سازمان ملی استاندارد ایران (ISIRI) است که برای آجرهای ماشینی تدوین شده‌اند. با این حال، برخی ویژگی‌های فنی آن از طریق آزمایش‌های تجربی و مطالعات میدانی مشخص شده است. برای مثال، مقاومت فشاری آجر قزاقی معمولاً بین ۱۲ تا ۱۵ مگاپاسکال گزارش شده است که برای سازه‌های کم‌ارتفاع و دیوارهای غیرباربر کافی است. میزان جذب آب این آجر نیز، به دلیل تخلخل طبیعی، بین ۱۰ تا ۱۵ درصد وزن خشک آن است که نشان‌دهنده تعادل مناسب بین مقاومت و نفوذپذیری است.

## نمونه‌های عملی در معماری ایران
آجر قزاقی در بسیاری از بناهای شاخص ایران به کار رفته است که تعدادی از آن‌ها به‌عنوان میراث فرهنگی ثبت شده‌اند:
- مسجد جامع اصفهان: در بخش‌هایی از دیوارها و تزئینات، آجرهایی با شباهت به قزاقی دیده می‌شود که قدمت آن‌ها به دوره سلجوقی و صفوی بازمی‌گردد.
- عمارت چهل‌ستون: نمای خارجی و برخی دیوارهای داخلی این بنا از آجرهای سنتی با رنگ‌های گرم استفاده کرده‌اند که به احتمال زیاد از نوع قزاقی یا مشابه آن هستند.
- کاروانسرای دیر گچین: این سازه که به «مادر کاروانسراهای ایران» معروف است، نمونه‌ای از کاربرد آجر قزاقی در دیوارهای باربر و کف‌سازی است.
- خانه‌های تاریخی کاشان: در خانه‌هایی مانند خانه بروجردی‌ها و خانه طباطبایی‌ها، آجر قزاقی در نماسازی و ایجاد طرح‌های تزئینی به کار رفته است.

در دوران معاصر نیز، پروژه‌هایی مانند بازسازی بازار تبریز و ساخت مجتمع‌های فرهنگی با الهام از معماری سنتی، از آجر قزاقی به‌عنوان عنصر اصلی استفاده کرده‌اند. این نمونه‌ها نشان‌دهنده انعطاف‌پذیری و ماندگاری این مصالح در طول زمان هستند.

## تأثیرات زیست‌محیطی و پایداری
تولید آجر قزاقی در مقایسه با مصالح مدرن مانند بتن و فولاد، اثرات زیست‌محیطی کمتری دارد. استفاده از خاک رس به‌عنوان ماده اولیه، که منبعی تجدیدپذیر و فراوان در ایران است، نیاز به استخراج مواد معدنی کمیاب را کاهش می‌دهد. همچنین، فرایند پخت سنتی، اگرچه انرژی‌بر است، اما در مقیاس محلی و با استفاده از سوخت‌های طبیعی مانند چوب یا زغال انجام می‌شود که ردپای کربن کمتری نسبت به کوره‌های صنعتی بزرگ دارد.
با این حال، چالش‌هایی نیز وجود دارد. برداشت بی‌رویه خاک رس از زمین‌های کشاورزی می‌تواند به فرسایش خاک و تخریب اکوسیستم منجر شود. علاوه بر این، دود ناشی از کوره‌های سنتی در صورت عدم مدیریت صحیح، آلودگی هوا را افزایش می‌دهد. برای رفع این مشکلات، برخی تولیدکنندگان به استفاده از کوره‌های بهینه‌شده و روش‌های پایدارتر روی آورده‌اند که تعادل بین سنت و نیازهای زیست‌محیطی مدرن را برقرار می‌کند.

## نقش در اقتصاد محلی
تولید آجر قزاقی به‌طور سنتی در کارگاه‌های کوچک و خانوادگی انجام می‌شود که نقش مهمی در اقتصاد جوامع روستایی و شهرهای کوچک ایران دارد. این صنعت، با ایجاد فرصت‌های شغلی برای کارگران محلی و کاهش وابستگی به مصالح وارداتی، به خودکفایی مناطق کمک کرده است. به عنوان مثال، در مناطقی مانند ورامین، کاشان و یزد، کارگاه‌های تولید آجر قزاقی هنوز هم فعال هستند و بخشی از هویت اقتصادی این شهرها را تشکیل می‌دهند. با افزایش تقاضا برای معماری سنتی و پایدار، این صنعت پتانسیل رشد بیشتری نیز پیدا کرده است.

## چالش‌ها و آینده آجر قزاقی
با وجود مزایای متعدد، آجر قزاقی با چالش‌هایی در دنیای مدرن روبه‌روست. رقابت با مصالح سبک و ارزان مانند بلوک‌های سیمانی و آجرهای ماشینی، تولیدکنندگان سنتی را تحت فشار قرار داده است. علاوه بر این، کمبود نیروی کار ماهر و افزایش هزینه‌های تولید، ادامه این صنعت را تهدید می‌کند. با این حال، حرکت به سمت مکانیزه کردن بخشی از فرایندها (مانند قالب‌گیری) و بازاریابی بهتر، می‌تواند به حفظ این میراث کمک کند.
در آینده، آجر قزاقی می‌تواند به‌عنوان یک مصالح پایدار و زیبا در پروژه‌های سبز و معماری بومی مورد توجه قرار گیرد. ترکیب آن با فناوری‌های نوین، مانند عایق‌های حرارتی پیشرفته یا پوشش‌های ضدآب، می‌تواند کاربردهای آن را گسترش دهد و جایگاهش را در صنعت ساخت‌وساز مدرن تثبیت کند.

## تکنیک‌های نصب و اجرا
نصب آجر قزاقی در ساخت‌وساز نیازمند مهارت و دقت است، زیرا ناهمواری‌های طبیعی و تفاوت‌های جزئی در ابعاد آن می‌تواند بر کیفیت نهایی کار تأثیر بگذارد. به‌طور معمول، این آجر با ملات سنتی ماسه و سیمان یا ملات گچ و خاک اجرا می‌شود. نسبت استاندارد ملات برای دیوارچینی معمولاً ۱:۳ (یک واحد سیمان به سه واحد ماسه) است، اما در مناطق مرطوب، افزودن آهک به ملات برای افزایش مقاومت در برابر رطوبت توصیه می‌شود.
یکی از تکنیک‌های رایج در نصب آجر قزاقی، چیدمان «رگ‌چین» یا «حصیری» است که در آن آجرها به‌صورت افقی و عمودی منظم قرار می‌گیرند تا استحکام و زیبایی دیوار افزایش یابد. در نماسازی، از روش «نماچینی خشک» نیز استفاده می‌شود که در آن آجرها بدون ملات و با اتصالات فلزی یا چسب‌های مخصوص نصب می‌گردند. این روش، به‌ویژه در معماری مدرن، به کاهش وزن سازه و افزایش سرعت اجرا کمک می‌کند. ضخامت بندکشی معمولاً بین ۱۰ تا ۱۵ میلی‌متر است که به بافت سنتی آجر قزاقی جلوه بیشتری می‌بخشد.

## آزمایش‌ها و تحلیل‌های مهندسی
برای درک بهتر خواص آجر قزاقی، آزمایش‌های مهندسی متعددی روی آن انجام شده است. آزمایش مقاومت فشاری، که بر اساس استاندارد ASTM C67 انجام می‌شود، نشان می‌دهد که این آجر می‌تواند بارهایی بین ۱۲ تا ۱۶ مگاپاسکال را تحمل کند، که برای دیوارهای غیرباربر و تزئینی مناسب است. آزمایش جذب آب (ASTM C373) نیز میزان نفوذپذیری آن را بین ۱۰ تا ۱۵ درصد تأیید می‌کند، که نشان‌دهنده تعادل بین مقاومت و قابلیت تنفس آجر است.
تحلیل حرارتی با استفاده از دستگاه‌های کالریمتری نشان داده که ضریب هدایت حرارتی آجر قزاقی در محدوده ۰٫۸ تا ۱٫۱ وات بر متر-کلوین قرار دارد، که آن را به یک عایق حرارتی متوسط تبدیل می‌کند. همچنین، آزمایش‌های دوام در برابر چرخه‌های انجماد و ذوب (ASTM C666) حاکی از پایداری این آجر در شرایط آب‌وهوایی سرد است، به شرطی که از خاک رس با کیفیت و پخت مناسب تهیه شده باشد.

## نوآوری‌ها و تطبیق با معماری مدرن
در سال‌های اخیر، تلاش‌هایی برای تطبیق آجر قزاقی با نیازهای معماری مدرن صورت گرفته است. یکی از این نوآوری‌ها، تولید آجرهای قزاقی سبک با افزودن مواد پرکننده مانند پرلیت یا پوکه معدنی به خمیر اولیه است که وزن آجر را تا ۳۰ درصد کاهش می‌دهد، بدون اینکه مقاومت آن به‌طور قابل‌توجهی افت کند. همچنین، استفاده از پوشش‌های نانویی ضدآب و ضد UV بر سطح آجر قزاقی، دوام آن را در برابر عوامل جوی افزایش داده و امکان استفاده در نماهای خارجی ساختمان‌های بلندمرتبه را فراهم کرده است.
طراحان معاصر همچنین از آجر قزاقی در ترکیب با مصالح مدرن مانند شیشه و فولاد استفاده می‌کنند تا تضاد بصری جذابی بین سنت و مدرنیته ایجاد کنند. به عنوان مثال، در پروژه‌هایی مانند «خانه آجری تهران» (طراحی‌شده توسط استودیو معماری کا)، آجر قزاقی به‌صورت شبکه‌ای در کنار پانل‌های شیشه‌ای به کار رفته و تهویه طبیعی و زیبایی را به‌طور همزمان تأمین کرده است.

## آجر قزاقی در هنر و طراحی
فراتر از کاربرد ساختمانی، آجر قزاقی در هنر و طراحی نیز جایگاه ویژه‌ای دارد. هنرمندان ایرانی از این آجر برای خلق مجسمه‌ها، تابلوهای دیواری، و نصب‌های هنری استفاده کرده‌اند. بافت ناهموار و رنگ‌های طبیعی آن، به‌ویژه در آثار مینیمالیستی، به خلق حس عمق و اصالت کمک می‌کند. در طراحی داخلی، آجر قزاقی به‌عنوان دیوارپوش، شومینه، یا حتی کف‌پوش در فضاهای مسکونی و تجاری به کار می‌رود و فضایی گرم و دعوت‌کننده ایجاد می‌کند.

## مطالعات تطبیقی با آجرهای سنتی سایر مناطق
آجر قزاقی شباهت‌هایی با آجرهای سنتی سایر فرهنگ‌ها دارد، اما تفاوت‌های قابل‌توجهی نیز در آن دیده می‌شود. به عنوان مثال، آجرهای خشتی در معماری بین‌النهرین، که از گل خام ساخته می‌شدند، از نظر مقاومت و دوام با آجر قزاقی پخته‌شده قابل مقایسه نیستند. در مقابل، آجرهای رومی (مانند آجرهای به کار رفته در پانتئون) از نظر ابعاد و تکنیک پخت شباهت‌هایی با آجر قزاقی دارند، اما معمولاً ضخامت بیشتری داشتند (تا ۵ سانتی‌متر). در معماری هندی نیز، آجرهای سنتی با رنگ قرمز تیره استفاده می‌شدند، اما فرایند تولیدشان به مراتب ساده‌تر بوده و کمتر به تنوع رنگی آجر قزاقی می‌رسد.
این تفاوت‌ها نشان‌دهنده تکامل محلی آجر قزاقی در پاسخ به نیازهای اقلیمی و فرهنگی ایران است. برای مثال، رنگ‌های گرم و مقاومت در برابر رطوبت، آن را با شرایط خشک و متغیر ایران سازگار کرده، در حالی که آجرهای رومی بیشتر برای آب‌وهوای مدیترانه‌ای طراحی شده بودند.